# Volker Diehl
Volker Diehl (Berlin, 1938. február 28. –) német orvos, hematológus, onkológus, professor emeritus, a Magyar Tudományos Akadémia tiszteleti tagja.
1958-ban érettségizett és egyetemi tanulmányait Marburgban, Bécsben és Freiburg im Breisgau folytatta. 1966-tól Philadelphiában, Nairobiban, Stockholmban és Würzburgban dolgozott. 1972-ben a Hannoveri Egyetemen dolgozott tíz évet majd 1983-tól a Kölni Egyetem I. Klinikájának igazgatója 2003-ig.
Kutatási területei: hematológia, onkológia, infektológia, immunológia, AIDS, klinikai virológia.
Legjelentősebb eredménye a Hodgkin-kórhoz köthető.